# Cheng Shaobo
Cheng Shaobo, né le 16 avril 1963, est un athlète chinois, spécialiste du lancer du poids.

## Biographie
Vainqueur des Jeux asiatiques de 1990, il remporte la médaille d'or du lancer du poids lors des championnats d'Asie 1991, à Kuala Lumpur, avec la marque de 18,11 m.

### Palmarès
| Date | Compétition         | Lieu         | Résultat | Épreuve         | Performance |
| ---- | ------------------- | ------------ | -------- | --------------- | ----------- |
| 1990 | Jeux asiatiques     | Pékin        | 1er      | Lancer du poids | 18,89 m     |
| 1991 | Championnats d'Asie | Kuala Lumpur | 1er      | Lancer du poids | 18,11 m     |

### Records
| Épreuve         | Performance | Lieu  | Date         |
| --------------- | ----------- | ----- | ------------ |
| Lancer du poids | 19,32 m     | Pékin | 24 juin 1990 |